# Cantón de Marle
El cantón de Marle (en francés canton de Marle) es una circunscripción electoral francesa situada en el departamento de Aisne, de la región de Alta Francia. La cabecera (bureau centralisateur en francés) está en Marle.

## Historia
Fue creado en 1790, al mismo tiempo que los departamentos.
Al aplicar el decreto n.º 2014-202 del 21 de febrero de 2014 sufrió una redistribución comunal con cambios en los límites territoriales y en el número de comunas, pasando éstas de 23 a 65.